# Tây Ban Nha thời Phục Hưng
Thời kỳ Phục Hưng Tây Ban Nha là một giai đoạn trong lịch sử Tây Ban Nha bắt đầu từ ngày 29 tháng 12 năm 1874 sau khi Đệ nhất Cộng hòa Tây Ban Nha chấm dứt khi Alfonso XII lên ngôi sau cuộc coup d'état của Martinez Campos, và kết thúc ngày 14 tháng 4 năm 1931 với sự tuyên bố thành lập nền Đệ nhị Cộng hòa.
Sau những bất ồn chính trị và nội chiến diễn ra trên khắp đất nước, mục đích của phong trào Phục Hưng là tạo ra một hệ thống chính trị mới nhằm đảo bảo sự ổn định bằng sự thực thi turnismo. Đều này là sự xoay chuyển có chủ ý của các đảng Bảo thủ và Tự do trong chính phủ, vì vậy không có khu vực kinh tế tư nhân bị cô lập và loại trứ tất cả các đảng khác ra khỏi hệ thống chính trị. Điều này đạt được thông qua gian lận bầu cử. Đối lập với hệ thống này là những người theo chế độ cộng hòa, xã hội chủ nghĩa, chủ nghĩa quốc gia Basque và Catalan và Carlt.